# Martindale Hall
Martindale Hall è una dimora in stile georgiano situata vicino a Mintaro, nell'Australia meridionale, che è apparsa nel film Picnic ad Hanging Rock.

## Costruzione
La Martindale Hall fu costruita per un ricco pastore scapolo, Edmund Bowman Jr (1855–1921). L'architetto era Ebenezer Gregg di Londra, il capo supervisore era l'architetto di Adelaide Edward John Woods ed il costruttore era R. Huckson, che completò il lavoro nel 1880. A causa della natura specialistica dell'opera coinvolta, 50 dei 60 commercianti furono portati dall'Inghilterra e tornarono quando fu completato La dimora ha circa 32 stanze ed anche una grande cantina di sette stanze, e i suoi dintorni all'epoca comprendevano anche un campo da polo, un ippodromo, un lago nautico e un campo da cricket.

## Storia
Un decennio dopo la sua costruzione, i debiti e la siccità hanno costretto i Bowman a vendere tutte le loro partecipazioni. William Tennant Mortlock (figlio di William Ranson Mortlock) acquistò Martindale Hall nel 1891. Suo figlio, John Andrew Tennant Mortlock, sviluppò la Martindale Station e costruì un'impressionante collezione di opere d'arte che fu esposta nella Hall. Morendo senza figli, sua moglie divenne l'erede della fortuna di Mortlock e lasciò in eredità Martindale Hall e la proprietà all'Università di Adelaide nel 1979 dopo la sua morte.
Il 21 marzo 1978, è stato inserito nell'elenco del defunto Register of the National Estate Il 24 luglio 1980, è stato inserito nel South Australian Heritage Register.
La Martindale Hall insieme a 19 ettari (47 acri) di terreno furono successivamente consegnati al Governo dell'Australia Meridionale dall'Università nel 1986. Il 5 dicembre 1991, il terreno su cui si trova l'edificio fu proclamato Martindale Hall Conservation Park sotto il National Parks and Wildlife Act 1972 per "lo scopo di preservare le caratteristiche storiche della terra". Dal 1991 alla fine del 2014, la proprietà è stata gestita in locazione come impresa turistica, offrendo alloggi storici, matrimoni e altre funzioni e accesso ai terreni e ai visitatori della sala. La proprietà è gestita dal Dipartimento per l'Ambiente e l'Acqua, che nell'agosto 2015 ha ricevuto un'offerta non richiesta per l'acquisto o il noleggio a lungo termine di Martindale Hall. dal National Trust of South Australia.

## Utilizzo
La dimora e il parco sono aperti al pubblico, sette giorni su sette, come sito e museo per visitatori giornalieri.